# Harjesia gulnare
Espèce
 Harjesia gulnare est une  espèce de papillons de la famille des Nymphalidae et de la sous-famille des Satyrinae et du genre Harjesia.

## Dénomination
Harjesia gulnare a été décrit par Edward Arthur Butler en 1867 sous le nom d' Euptychia oreba ou Euptychia gulnare.

### Noms vernaculaires
Harjesia gulnare se nomme Oreba Satyr en anglais .

## Description
Harjesia gulnare est un papillon au dessus ocre foncé.
Le revers est ocre foncé marqué de deux fines lignes marron limitant l'aire discale et une ligne submarginale d'ocelles discrets sauf à l'aile postérieure celui proche de l'apex et celui proche de l'angle anal qui sont noirs et pupillés.

## Biologie
En Guyane il vole de mai à septembre.

## Écologie et distribution
Harjesia gulnare est présent à Panama, au Costa Rica, en Colombie, en Équateur, en Bolivie et en Guyane.

### Biotope
Il réside dans les zones de repousse de végétation.

### Protection
Pas de statut de protection particulier